# Ascotis molynata
Ascotis molynata là một loài bướm đêm trong họ Geometridae.